# Tămășeu
Tămășeu, ou Paptamási en hongrois, est une commune roumaine du județ de Bihor, en Transylvanie, dans la région historique de la Crișana et dans la région de développement Nord-Ouest.

## Géographie
La commune de Tămășeu est située dans le nord du județ, à la frontière avec la Hongrie, sur la rive gauche de la Barcău, dans la plaine de la Crișana, à 20 km au nord d'Oradea, le chef-lieu du județ.
La municipalité est composée des quatre villages suivants, nom hongrois, (population en 2002) :
- Parhida, Pelbárthida (509) ;
- Satu Nou, Kügypuszta (248) ;
- Tămășeu, Paptamási (1 020) siège de la commune ;
- Niuved, Nyüved (233).

## Histoire
La première mention écrite du village de Tămășeu date de 1291 dans les registres de l'évêché d'Oradea concernant la dîme.
La commune, qui appartenait au royaume de Hongrie, en a donc suivi l'histoire.
Après le compromis de 1867 entre Autrichiens et Hongrois de l'empire d'Autriche, la principauté de Transylvanie disparaît et, en 1876, le royaume de Hongrie est partagé en comitats. Tămășeu intègre le comitat de Bihar (Bihar vármegye).
À la fin de la Première Guerre mondiale, l'Empire austro-hongrois disparaît et la commune rejoint la Grande Roumanie au traité de Trianon.
En 1940, à la suite du deuxième arbitrage de Vienne, elle est annexée par la Hongrie jusqu'en 1944, période durant laquelle sa petite communauté juive est exterminée par les nazis. Elle réintègre la Roumanie après la Seconde Guerre mondiale au traité de Paris en 1947.
En 2004, les quatre villages de Parhida, Satu Nou, Niuved et Tămășeu qui appartenaient jusqu'alors à la commune de Biharia s'en séparent et forment une nouvelle commune.

## Politique
| Période                                  | Période  | Identité     | Étiquette | Qualité |
| ---------------------------------------- | -------- | ------------ | --------- | ------- |
| Les données manquantes sont à compléter. |          |              |           |         |
|                                          | 2012     | Ferenc Szücs | UDMR      |         |
| 2012                                     | En cours | Miklós Matyi | UDMR      |         |

| Parti | Parti                                           | Sièges |
| ----- | ----------------------------------------------- | ------ |
|       | Union démocrate magyare de Roumanie (UDMR)      | 7      |
|       | Parti national libéral (PNL)                    | 1      |
|       | Parti social-démocrate (PSD)                    | 1      |
|       | Parti populaire hongrois de Transylvanie (PPMT) | 1      |
|       | Indépendant                                     | 1      |

## Religions
La commune n'existant pas encore en 2002, il n'existe pas de statistiques religieuses la concernant.

## Démographie
la commune a une majorité de population hongroise. Seul le village de Parhuda est à majorité roumaine.
En 1910, à l'époque austro-hongroise, les quatre villages de Parhida, Satu Nou, Niuved et Tămășeu comptaient 1 969 Hongrois (73,58 %) et 646 Roumains (24,14 %).
En 1930, on dénombrait 2 027 Hongrois (70,26 %), 802 Roumains (27,80 %), 33 Juifs (1,14 %) et 19 Roms (0,66 %).
En 2002, la commune comptait 1 729 Hongrois (86,02 %), 575 Roumains (28,61 %) et 46 Roms (2,29 %). On comptait à cette date 870 ménages.
| 1880  | 1890  | 1900  | 1910  | 1920  | 1930  | 1941  | 1956  | 1966  |
| ----- | ----- | ----- | ----- | ----- | ----- | ----- | ----- | ----- |
| 2 132 | 2 474 | 2 648 | 2 676 | 2 670 | 2 885 | 2 865 | 2 950 | 2 855 |

| 1977  | 1992  | 2002  | 2007  | - | - | - | - | - |
| ----- | ----- | ----- | ----- | - | - | - | - | - |
| 2 691 | 1 993 | 2 010 | 1 946 | - | - | - | - | - |

## Économie
L'économie de la commune repose sur l'agriculture (céréales notamment), l'élevage, la transformation des aliments (boissons alcoolisées) et une petite activité thermale.

## Communications

### Routes
Tămășeu est située sur la route nationale DN19 Oradea-Satu Mare.

## Lieux et monuments
- Parhida, église réformée datant du XIIIe siècle, restructurée au XVIIIe siècle, classée monument historique[5].